# Sant Pere de Tudela
Sant Pere de Tudela és una església de Tudela de Segre al municipi d'Artesa de Segre (Noguera) protegida com a bé cultural d'interès local.

## Descripció
L'església parroquial de Sant Pere de Tudela s'emplaça al centre del nucli medieval de Tudela de Segre, agregat del municipi d'Artesa de Segre. Es tracta d'una església entre mitgeres, entre la pl. Major i el c/ de l'Església. De planta rectangular i una sola nau, és el resultat d'una llarga història de remodelacions arquitectòniques profundes. Compta amb una possible cripta adaptada al relleu del terreny i que s'adossa al c/ del Portal Nou.

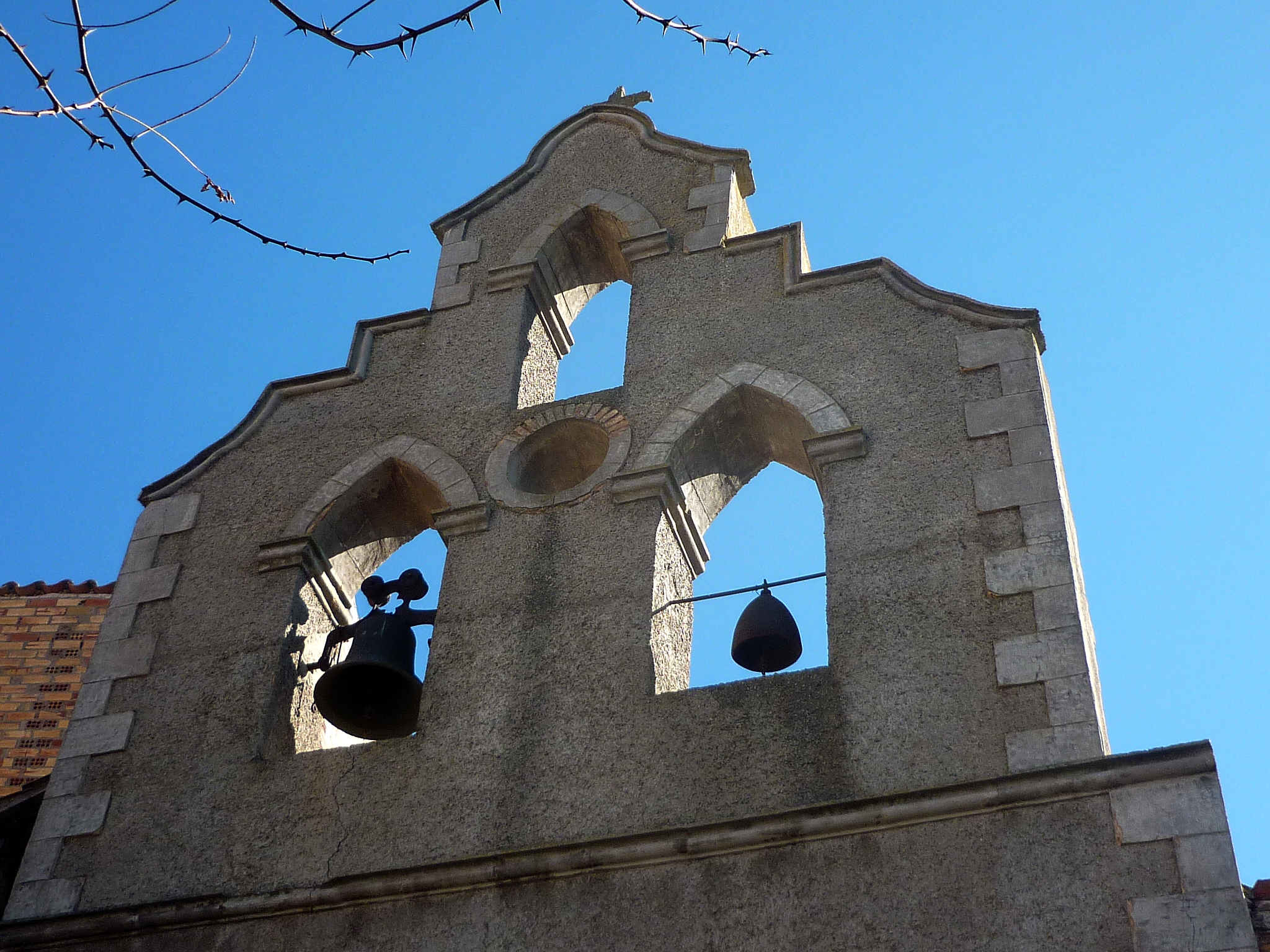
Espadanya amb una ogiva d'obús per campana

La façana és el resultat més visible de les remodelacions ara esmentades, ja que ha estat transformada amb un historicisme neogòtic, afegit durant el segle xix a sobre de l'antiga porta renaixentista de 1692. La façana, profusament arrebossada, amb una portalada apuntada, tres finestres juntes i també apuntades substitueixen el rosetó. Una gran espadanya corona el temple, amb tres obertures en diferents nivells (una per sobre), també apuntades. Corona l'espadanya una creu.
De l'antic temple se'n conserven ben pocs vestigis, concretament el lateral de migjorn, on es pot observar un aparell diferent (carreus escairats i ben disposats). Aquesta paret enllaça amb el mur que forma part del Portal Vell i Portal Nou, dels segles XIV-XVI.
La teulada de l'edifici, en una doble vessant molt subtil, està recoberta amb materials recents, amb ràfecs de maó i teula neoclàssics.
Com s'ha vist, l'evolució arquitectònica d'aquest temple és molt complexa. Si bé les primeres notícies daten del segle xii, les restes actualment conservades només permeten observar vestigis dels segles XIV-XVI com a elements més antics. La resta de la construcció d'obra vista podria correspondre's amb elements barrocs senzills del 1692 a l'interior i la façana historicista neoclàssica.

## Història
L'església parroquial de Sant Pere de Tudela degué ser construïda a mitjans-finals del segle xiii, ja que l'any 1309 se'n fa el primer esment. Entre el segle xvi i inicis del segle xix (1806), l'església pagava delmes i primícies a Sant Pere d'Àger.